# Hövelmann
Die Mineralquellen und Getränke H. Hövelmann GmbH ist ein Hersteller von Limonaden und Mineralwasser und gehört zu den führenden Getränkelogistikern Deutschlands. Sitz des Unternehmens ist Duisburg-Walsum.

## Geschichte
Die Hövelmann-Unternehmensgruppe hat ihren Ursprung 1905, als der Walsumer Kaufmann Karl-Albert Hövelmann seine eigene Bierhandlung in Betrieb nahm. Wie viele seiner Zunft stellte Hövelmann damals durch handgetriebene Maschinen Limonade und Sprudelwasser her.
1925 wurde das Unternehmen aufgeteilt. Die Mineralwasserfabrik und Biergroßhandlung ging an Heinrich Hövelmann, den ältesten Sohn des Firmengründers. An seine Brüder gingen die Spedition und die Kohlehandlung, die zusätzlich betrieben wurden, um den Fuhrpark (Pferd und Wagen) ganzjährig auslasten zu können.
Von 1929 bis zum Zweiten Weltkrieg war ein Fabrikgelände mit dreigeschossigem Wohnhaus der Stammsitz der Unternehmung. Nach 1945 entwickelte die Familie unter Leitung des Gründers die Limonadenmarke Rheinperle, die 1949 das erste nur mit Zucker gesüßte Fruchtsaftgetränk mit einem Saftanteil von 11 % auf dem deutschen Lebensmittelmarkt brachte.
In den sechziger Jahren übernahmen die Gründersöhne Heinrich und Hermann das Unternehmen unter dem Namen Rheinperle-Getränke H. Hövelmann und profitierten durch die anhaltend gute Nachfrage, wodurch weiter in den Unternehmensausbau investiert werden konnte.
1969 verlagerte Hövelmann die Produktionsstätte innerhalb Walsums (Duisburg) in die Römerstraße, wo sie auch heute noch beheimatet ist. Zur damaligen Zeit verfügte das Werk über die größte Abfüllanlage Europas.
Nach erfolgreicher Erschließung einer Mineralquelle wurde 1972 die Mineralwassermarke Rheinfels Quelle aus der Taufe gehoben. Gleichzeitig wurde der Biergroßhandel in die neu gegründete Firma Bier-Hövelmann als selbständiger Getränkegroßhandelsbetrieb eingebracht. Bereits 1973 wurde eine weitere Abfüllstraße in Betrieb genommen. Die Produktionskapazität stieg auf 50.000 Füllungen pro Stunde.
1980 baute die Bier-Hövelmann unter Einbeziehung selbständiger Getränkefachgroßhändler ihr Streckengeschäft in Nordrhein-Westfalen aus. Mittlerweile ist die Bier-Hövelmann in ganz Deutschland aktiv und gilt als zweitgrößtes nationales Unternehmen seiner Art. Bereits 1984 wurde die „Rheinfels Quelle“-Flasche mit der Nummer 1.000.000.000 (eine Milliarde) abgefüllt.
Als Mitte der 80er Jahre aus dem ehemals lokal ausgerichteten Unternehmen bereits einer der größten Getränkehersteller Nordrhein-Westfalens geworden war, wurde ein weiteres Mineralwasservorkommen im Naturschutzgebiet Rheinaue erschlossen.
Vier Jahre später verabschiedeten die Mineralquellen und Getränke H. Hövelmann ein weiteres Investitionsprogramm in Höhe von 70 Mio. DM. Die Lagerkapazitäten wurden in der Folge auf 1,8 Mio. Kisten ausgebaut. In der Produktion standen nun 5 Abfüllstraßen zur Verfügung.
1993 übernahm die Bier-Hövelmann den bisherigen Mitbewerber, die Bernhard Ahr Getränke Logistik GmbH in Oberhausen. Auch in den neuen Bundesländern engagierte sich das Unternehmen durch die 50 %-Beteiligung an der Gelos Getränke Logistik und Gastronomie Service GmbH & Co. bei Dresden.
Am Stammsitz des Unternehmens in Duisburg-Walsum wurde zur Qualitätssicherung der Produkte und optimierten Herstellungskontrolle eigens ein technisches Zentrum mit allen notwendigen Labors und einer Mehrlinien-Ausmischanlage für die Süßgetränkerezepturen errichtet. Die Einweihung erfolgte 1994.
Gemeinsam mit dem Franken Brunnen aus Neustadt an der Aisch startete das Familienunternehmen 1994 die Wiederbelebung der Marke Sinalco durch die Gründung der Deutsche Sinalco GmbH Markengetränke & Co. KG. Die gesamte Absatzmenge der Produktionsgesellschaften erreichte die Rekordmarke von 350 Mio. verkaufter Flaschen.
1995 wurde pünktlich zum 90-jährigen Firmenjubiläum für die Mineralwassermarke Rheinfels Quelle ein neuer Markenauftritt gestartet. Die Fertigstellung des neuen Kommunikationszentrums mit angeschlossener Hausbrauerei, dem Walsumer Brauhaus Urfels, bildete gleichzeitig den Abschluss des Investitionsprogramms von 70 Mio. DM.
1999 wurde die erste PET-Mehrweganlage in Betrieb genommen. Damit reagiert das Unternehmen auf die wachsende Nachfrage der Verbraucher nach den leichten Kunststoffflaschen. Der Absatz erreichte mit 450 Mio. verkaufter Flaschen eine neue Rekordmarke. Im Jahre 2001 erfolgte ein weiterer Ausbau der Produktionskapazitäten mit der Installation einer PET-Einweganlage.
2003 stieg die Römerwall Naturbrunnen & Getränke GmbH, ein Unternehmen der Getränkegruppe Hövelmann, mit 26 % bei der Ardey Quelle GmbH & Co. KG in Dortmund ein. Die Anteile stammten von der Westdeutschen Getränke Logistik (WGL), einer 100%igen Tochter der Brauerei C. & A. Veltins GmbH & Co. KG.
Zusammen mit den bisherigen 25,2 % der Bier Hövelmann, dem zweitgrößten Getränkelogistiker Deutschlands, hielt die Getränkegruppe Hövelmann damit zunächst mehr als 51 % am Ardey Mineralbrunnen. Mit den Marken Ardey, Seltina und Reinoldus hatte der hauptsächlich in Westfalen und im Münsterland regional orientierte Mineralbrunnen mit ca. 140 Mio. Füllungen im Geschäftsjahr 2003 rund 20 % Markenanteile im Kernmarkt.
2004 stockte die Getränkegruppe Hövelmann ihre Anteile an der Ardey Quelle auf 100 Prozent auf. 2011 wurde die Fachingen Heil- und Mineralbrunnen GmbH übernommen.
Zur Getränkegruppe Hövelmann gehören neben Römerwall so bekannte Traditionsmarken wie Sinalco, Rheinfels Quelle und Burgwallbronn. Die Hövelmann Brunnenbetriebe haben im Geschäftsjahr 2012 ca. 689 Mio. Liter Gesamtausstoß an Mineralbrunnenerzeugnissen erreicht.
Die Trinks GmbH hat rückwirkend zum 1. Januar 2018 sämtliche Kommanditanteile der Bier-Hövelmann GmbH & Co. KG erworben. Innerhalb der Trinks-Unternehmensgruppe wird Bier-Hövelmann als eigenständiges Unternehmen fortgeführt.

## Zahlen, Daten & Fakten

### Unternehmensgruppe im Einzelnen

#### Firmen der Gruppe
Zur Hövelmann-Familiengruppe gehören außer dem Stammbetrieb in Duisburg-Walsum der ehemalige Abfüllbetrieb der Selter GmbH Ardey Quelle in Dortmund sowie der Mercator-Brunnen in Wesel und Staatlich Fachingen in Birlenbach.

#### Marken
- Aquintéll – Mineralwasser
- Aquintus – Mineralwasser
- Ardey – Mineralwasser
- Burgwallbronn – Mineralwasser
- Felsensteiner – Mineralwasser
- Leonie – Mineralwasser, Fruchtschorlen und Limonade
- Mercator – Mineralwasser
- Reinsteiner – Mineralwasser
- Rheinfels Quelle – Mineralwasser
- Rheinperle – Limonade
- Römerwall – Mineralwasser und Fruchtschorlen
- Seltina – Mineralwasser (Romberg, Syburg, Reinoldus, Kurfels (Quellbrunn-Eigenmarke Aldi-Nord))
- Sinalco – Limonade und Fruchtschorlen
- Staatl. Fachingen – Heil- und Mineralwasser
- Urfels – Bier

### Niederlassungen / Werke
- Duisburg-Walsum
- Dortmund
- Fachingen a.d.Lahn (Birlenbach)

### Mitarbeiter
580 in Deutschland (2019)